# Gesa Deike
Gesa Deike (26 de junio de 1995) es una jugadora de waterpolo alemana, que juega en posición de punta. Es parte de la Selección femenina de waterpolo de Alemania. Compitió en el Campeonato Europeo de Waterpolo Femenino de 2016 y 2018.
- Datos: Q22277542